# Jordan 199
Der Jordan 199 war der Formel-1-Rennwagen von Jordan Mugen-Honda für die Saison 1999. Er war ein Evolutionsmodell des Vorjahreswagens Jordan 198 und zugleich das achte von Jordan konstruierte Fahrzeug. Pilotiert von Heinz-Harald Frentzen und Damon Hill brachte der Wagen Teamchef Eddie Jordan das beste Ergebnis der Teamgeschichte ein. Frentzen konnte zwei Rennen gewinnen und hatte lange Zeit eine realistische Chance auf den Meistertitel. Wenige Tage vor Saisonbeginn äußerte Jean Alesi, dass Jordan mit dem 199 in seinen Augen die „Überraschung der Saison“ werden würde.

## Technik und Entwicklung
Technischer Direktor der Fahrzeugentwicklung war Mike Gascoyne, der einen Großteil der Entwicklung selbst übernahm. Unterstützt wurde er dabei von Designer Tim Holloway und Aerodynamiker John Iley. Der 199 wurde vom Vorjahresmodell 198 abgeleitet und im Vergleich zu Letzterem nur geringfügig an Getriebe, Frontflügel, Seitenkästen und einigen kleineren Karosserieteilen aerodynamisch überarbeitet. Nach dem endgültigen Rückzug von Goodyear aus der Formel 1 verwendete Jordan nun ebenfalls wie schon die meisten Teams 1998 Bereifung von Bridgestone. Auch ein neuer Benzinlieferant stand fest. Lieferte 1998 Repsol noch Treibstoff, übernahm für die neue Saison Elf diese Aufgabe. Die Bremsen wurden von Brembo bezogen und die Aufhängung von Penske.
Wie im Vorjahr nutzte Jordan ein elektro-hydraulisches Sechsganggetriebe mit zusätzlichem Rückwärtsgang aus eigener Entwicklung sowie Motorisierung von Mugen Honda. Mugen-Honda stellte mit dem MF-301HD eine neue Generation des bereits im Vorjahr eingesetzten MF-301HC zur Verfügung. Er entwickelte bis zu 790 PS und erreichte bis zu 16.500/min. Ab dem Großen Preis von Belgien wurde das Modell MF-301HE ausgeliefert. Es leistete über 800 PS und verfügte über einen Qualifikationsmodus, bei dem bis zu 18.000/min möglich wurden und eine Geschwindigkeit von bis zu 350 km/h erreicht werden konnte. Für das vorletzte Saisonrennen, den Großen Preis von Malaysia, steigerte Mugen-Honda die Motorleistung um noch zusätzliche 8 PS. Dieses Modell wurde nur für Heinz-Harald Frentzen eingesetzt. Alle drei eingesetzten Modelle des MF-301 waren V10-Saugmotoren mit einem Zylinderbankwinkel von 72°. Jeder Zylinder hatte vier Ventile. Das Gesamtgewicht des Aggregats einschließlich zusätzlicher Teile betrug 127 kg. Der Treibstofftank fasste ungefähr 150 Liter.

## Renngeschichte

### Präsentation
Das Fahrzeug wurde am 1. Februar 1999 im Palladium Theater in London vorgestellt. Der Präsentation vorausgegangen war der Auftritt eines pakistanischen Magiers. Es kam insbesondere die Frage auf, ob Honda die Rückkehr in die Formel 1 mit einem Werksteam beabsichtigte und dazu Eddie Jordans Team kaufen wolle. Jordan sowie die angereisten Repräsentanten von Honda versuchten diesen Fragen aus dem Weg zu gehen. Jordan äußerte sich stattdessen sehr zuversichtlich, 1999 den dritten Platz in der Konstrukteurswertung erreichen zu können und verwies mehrmals auf das Fahrerduo Frentzen und Hill. Frentzen äußerte sich positiv über die Atmosphäre im Team und zeigte sich durch den Mangel an Fahrzeugtests im Januar nicht beunruhigt. Hill unterstrich insbesondere die Arbeit der Mechaniker im Team.

### Saisonverlauf
Der Saisonauftakt in Australien verlief sehr positiv. Bereits im Qualifying konnten beide Fahrer den Kontakt zur Spitze halten und platzierten sich in den ersten zehn. Frentzen erreichte Startplatz fünf, Hill Startplatz neun. Frentzen gewann beim Rennstart einen Platz, während Hill sich zunächst ebenfalls nach vorne arbeiten konnte, jedoch bereits in der dritten Kurve nach einer Kollision mit Jarno Trulli ausfiel. Früh fielen ebenfalls die beiden führenden McLaren-Fahrzeuge mit Mika Häkkinen und David Coulthard aus – Eddie Irvine übernahm die Führung vor Frentzen. Irvine siegte schließlich vor Frentzen und Ralf Schumacher – Jordan hatte bereits im ersten Saisonlauf einen zweiten Platz erlangen können. Beim folgenden Rennen in Brasilien fuhr Frentzen als Dritter erneut auf einen Podestplatz; Hill fiel aus. Jordan und Frentzen übernahmen damit punktegleich mit Häkkinen und McLaren den jeweils zweiten Platz in der Fahrer- und Konstrukteursmeisterschaft.
In San Marino schien die dritte Podiumsplatzierung in Folge möglich, jedoch schied Frentzen auf Platz 4 in der 46. Runde aus. Hill lag zu diesem Zeitpunkt hinter ihm und konnte zeitweise bis auf Rang drei vorfahren, wurde jedoch von Rubens Barrichello zurücküberholt und beendete das Rennen auf Platz vier. In Monaco schien sich das Muster fortzusetzen – Hill schied früh im Rennen aus, während für Frentzen ein Platz unter den ersten drei möglich schien. Er beendete das Rennen auf dem vierten Rang und nahm ebenfalls die vierte Position in der Weltmeisterschaft ein. In Spanien gewann Jordan zum ersten Mal in der Saison keine Punkte. Frentzen schied in Runde 36 mit Differentialschaden aus; Hill erreichte nach hartem Kampf nur den siebten Rang. Beim Großen Preis von Kanada setzte sich dieses Pech fort. Zunächst verunfallte Hill während des Rennens in der letzten Kurve der 14. Runde durch eine Kollision mit der Streckenbegrenzung. Da im gleichen Rennen auch Michael Schumacher und Jacques Villeneuve, neben Hill ebenfalls Weltmeister, auf gleiche Weise ausfielen, erhielt diese Begrenzungsmauer den ironischen Namen „Wall of Champions“. Im Gegensatz dazu schien für Frentzen das Glück erst einmal zurückgekehrt zu sein – er fuhr bis auf den zweiten Platz vor, jedoch versagten vier Runden vor Rennende die Bremsen des Wagens und Frentzen verunfallte in der vierten Kurve. Da durch den Unfall das Safety Car eingesetzt wurde, war der Große Preis von Kanada 1999 das erste Rennen, das hinter dem Safety Car beendet wurde.
Der siebte Grand Prix 1999 in Frankreich führte Frentzen zum zweiten großen Erfolg. Durch das wechselhafte Qualifying hatte sich eine recht ungewöhnliche Startaufstellung ergeben: Rubens Barrichello stand mit dem Stewart-Grand-Prix-Wagen auf der Pole-Position, dahinter Jean Alesi im Sauber und Olivier Panis im Prost Grand Prix. Frentzen startete vom fünften Platz. Als während des Rennens ein Wolkenbruch einsetzte, drehte sich Jean Alesi auf Platz zwei hinter dem Safety Car von der Strecke. Lange Zeit sah Rubens Barrichello wie der sichere Sieger aus, jedoch kämpfte sich Michael Schumacher bis auf Platz eins vor, musste aber mit Getriebeproblemen aufgeben. Frentzen hielt sich im Hintergrund und profitierte schließlich von der Taktik der vor ihm fahrenden Piloten Häkkinen und Barrichello, die jeweils noch einen Tankstopp absolvieren mussten. Frentzen konnte ohne einen Boxenstopp weiterfahren und gewann das Rennen schließlich vor Häkkinen und Barrichello. Hill war erneut ausgeschieden.
In Großbritannien qualifizierte sich Jordan für Startreihe drei mit Frentzen vor Hill. Im Rennen konnten beide Piloten jeweils einen Platz gewinnen – Frentzen wurde Vierter, Hill Fünfter. Auch in Österreich erreichte Frentzen den vierten Platz. Hill kam auf Rang neun außerhalb der Punkte ins Ziel. Den Großen Preis von Deutschland begann Frentzen aus der ersten Startreihe, fiel jedoch im Laufe des Rennens auf den vierten Platz zurück. Letztlich reichte es aber noch mit dem 3. Rang für einen Podiumsplatz; Hill als Zehnter blieb erneut punktelos. Auf dem Hungaroring in Ungarn erreichte Frentzen wieder den vierten Platz. Hill konnte als Sechster zum ersten Mal seit dem Großen Preis von Großbritannien punkten. Der Grand Prix von Belgien endete für Frentzen erneut mit dem dritten Platz und auch Hill fuhr als Sechster Punkte ein.
Eine weitere Sternstunde für den Jordan 199 trat beim Großen Preis von Italien ein. Vom zweiten Rang hinter Häkkinen gestartet, profitierte Frentzen vom selbstverschuldeten Ausfall Häkkinens und gewann sein zweites Saisonrennen. Er übernahm als Folge wieder den dritten Platz in der Meisterschaft. Bereits beim nächsten Rennen, dem Großen Preis von Europa auf dem Nürburgring schienen die Weichen für einen weiteren Sieg gestellt. Frentzen fuhr dieses Mal überlegen auf die Pole-Position und lag während des Rennens lange in Führung, bis Elektronikprobleme in Runde 33 seine Hoffnungen auf den WM-Titel zunichtemachten. Beim Anschlussrennen in Malaysia hatte Frentzen zwölf Punkte hinter Häkkinen zwar noch eine theoretische Chance auf den Titel, jedoch qualifizierte er sich ungewöhnlich schwach nur auf den 14. Rang. Im Rennen konnte er sich zwar bis auf Platz sechs vorkämpfen, die Weltmeisterschaft war jedoch damit endgültig verloren. Das Saisonfinale in Japan, bei dem Häkkinen nach einem perfekten Start seinen zweiten Weltmeistertitel einfuhr, beendete Frentzen auf Platz vier. Hill, der in seinem letzten Rennen überzeugen wollte, kam nicht über den elften Rang hinaus.
Jordan beendete die Saison mit dem 199 mit 61 Punkten auf dem dritten Platz und erreichte damit das beste Ergebnis der Teamgeschichte. Für die Saison 2000 wurde mit dem Jordan EJ10 das Nachfolgemodell vorgestellt, das nichts mehr mit dem 199 bzw. 198 gemeinsam hatte. Dieser neue Wagen war jedoch nur mäßig erfolgreich und die Leistungsfähigkeit war nicht vergleichbar mit der des 199 – Jordan erreichte 2000 mit Frentzen und dem von Prost gekommenen Jarno Trulli nur noch Platz sechs in der Konstrukteursweltmeisterschaft.

## Lackierung und Sponsoring

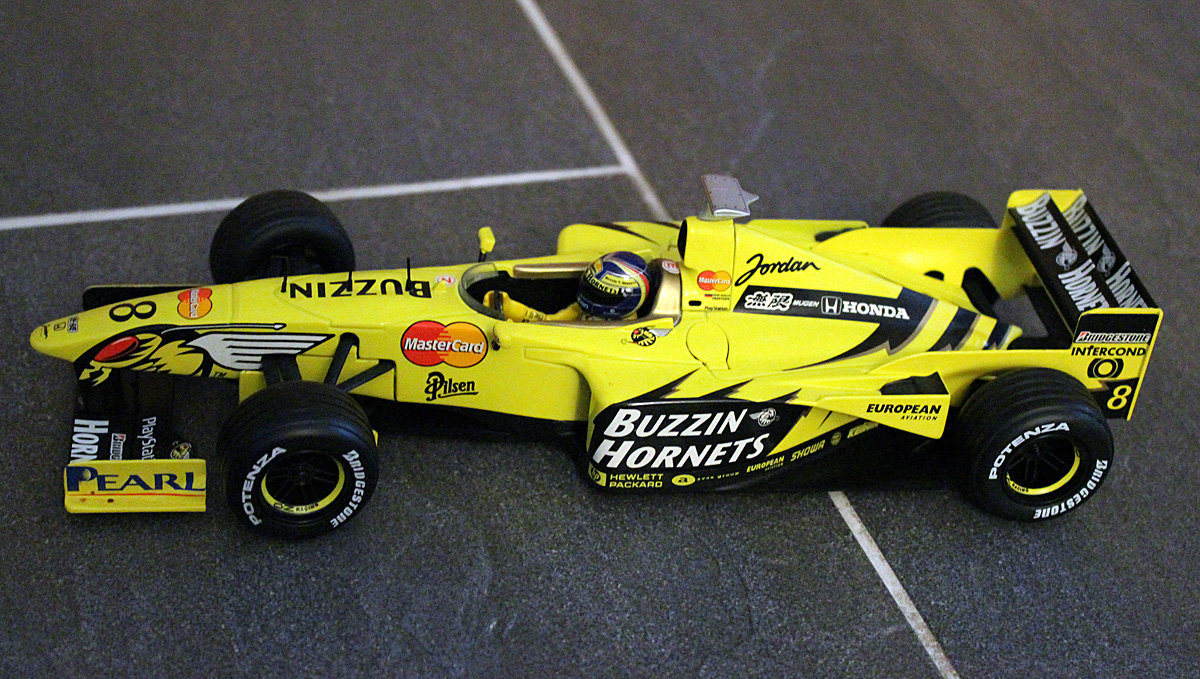
Modell eines Jordan 199 mit dem Schriftzug „Buzzin Hornets“ anstelle von „Benson & Hedges“

Die Grundfarbe des Autos war Gelb; Front- und Heckflügel, Lufthutzenspitze sowie Seitenkästen waren schwarz. Hauptsponsor blieb die Tabakmarke Benson & Hedges, die auf beiden Flügeln, der Nase, den Seitenkästen und auf den Fahrerhelmen warb. Weitere Sponsoren waren das Kreditkartenunternehmen Mastercard, der deutsche Versandhandel Pearl, Zepter International, Motorenlieferant Mugen-Honda sowie European Aviation, das Flugunternehmen von Paul Stoddart.
In Ländern, in denen Werbung für Tabakwaren nicht erlaubt war, wurde der Schriftzug Benson & Hedges durch „Buzzin Hornets“ (engl. für „Summende Hornissen“) ersetzt. Das war sowohl eine Anspielung auf die gelb-schwarze Lackierung des Wagens, die an den gelb-schwarz gestreiften Körper von Hornissen erinnerte, als auch an die stilisierte Zeichnung einer Hornisse, welche die Seiten der Fahrzeugnase zierte.

## Fahrer
Zur Saison 1999 tauschten Heinz-Harald Frentzen und Ralf Schumacher die Plätze. Frentzen ging von Williams zu Jordan, Schumacher von Jordan zu Williams. Frentzen wurde wie schon Schumacher zweiter Fahrer, während Damon Hill im Team verblieb und die Rolle des ersten Fahrers einnahm. Hill fuhr mit der Startnummer 7, Frentzen mit der 8. Als Testfahrer wurden der Tscheche Tomáš Enge und vereinzelt der Japaner Shinji Nakano verpflichtet. Während Frentzen lange mit Aussicht auf den Titelgewinn fuhr, beendete Hill die Saison enttäuschend.

## Weitere Verwendung der Fahrzeuge
Am 12. Mai 2018 wurde über die Auktionsplattform Sotheby’s in Monaco ein Jordan 199 mit der Chassisnummer 003 für 241.250 Euro versteigert. Mit diesem Wagen wurde Heinz-Harald Frentzen beim Rennen in Australien Zweiter und in Brasilien Dritter, anschließend wurde es nicht mehr für weitere Rennen eingesetzt.

## Sonstiges
Zu Saisonbeginn verhandelten Paul Stoddart und Eddie Jordan über eine 20-prozentige Beteiligung von Stoddart. Es wurden 20 Millionen US-Dollar dafür geboten, doch nachdem die Saison für Jordan besser als geplant startete, forderte Eddie Jordan mehr Geld für die jeweiligen Anteile, die Paul Stoddart nicht aufbringen wollte.

## Ergebnisse
| Fahrer                          | Nr.                             | 1   | 2   | 3   | 4   | 5   | 6   | 7   | 8 | 9 | 10  | 11 | 12 | 13 | 14  | 15  | 16  | Punkte | Rang |
| ------------------------------- | ------------------------------- | --- | --- | --- | --- | --- | --- | --- | - | - | --- | -- | -- | -- | --- | --- | --- | ------ | ---- |
| Formel-1-Weltmeisterschaft 1999 | Formel-1-Weltmeisterschaft 1999 |     |     |     |     |     |     |     |   |   |     |    |    |    |     |     |     | 61     | 3.   |
| D. Hill                         | 07                              | DNF | DNF | 4   | DNF | 7   | DNF | DNF | 5 | 8 | DNF | 6  | 6  | 10 | DNF | DNF | DNF | 61     | 3.   |
| H. Frentzen                     | 08                              | 2   | 3   | DNF | 4   | DNF | 11  | 1   | 4 | 4 | 3   | 4  | 3  | 1  | DNF | 6   | 4   | 61     | 3.   |

| Legende  | Legende            | Legende                                                          |
| Farbe    | Abkürzung          | Bedeutung                                                        |
| -------- | ------------------ | ---------------------------------------------------------------- |
| Gold     | –                  | Sieg                                                             |
| Silber   | –                  | 2. Platz                                                         |
| Bronze   | –                  | 3. Platz                                                         |
| Grün     | –                  | Platzierung in den Punkten                                       |
| Blau     | –                  | Klassifiziert außerhalb der Punkteränge                          |
| Violett  | DNF                | Rennen nicht beendet (did not finish)                            |
| Violett  | NC                 | nicht klassifiziert (not classified)                             |
| Rot      | DNQ                | nicht qualifiziert (did not qualify)                             |
| Rot      | DNPQ               | in Vorqualifikation gescheitert (did not pre-qualify)            |
| Schwarz  | DSQ                | disqualifiziert (disqualified)                                   |
| Weiß     | DNS                | nicht am Start (did not start)                                   |
| Weiß     | WD                 | zurückgezogen (withdrawn)                                        |
| Hellblau | PO                 | nur am Training teilgenommen (practiced only)                    |
| Hellblau | TD                 | Freitags-Testfahrer (test driver)                                |
| ohne     | DNP                | nicht am Training teilgenommen (did not practice)                |
| ohne     | INJ                | verletzt oder krank (injured)                                    |
| ohne     | EX                 | ausgeschlossen (excluded)                                        |
| ohne     | DNA                | nicht erschienen (did not arrive)                                |
| ohne     | C                  | Rennen abgesagt (cancelled)                                      |
| ohne     | keine WM-Teilnahme |                                                                  |
| sonstige | P/fett             | Pole-Position                                                    |
| sonstige | 1/2/3/4/5/6/7/8    | Punktplatzierung im Sprint-/Qualifikationsrennen                 |
| sonstige | SR/kursiv          | Schnellste Rennrunde                                             |
| sonstige | *                  | nicht im Ziel, aufgrund der zurückgelegten Distanz aber gewertet |
| sonstige | ()                 | Streichresultate                                                 |
| sonstige | unterstrichen      | Führender in der Gesamtwertung                                   |